# ケンサキイカ
ケンサキイカ（剣先烏賊、Uroteuthis edulis）はヤリイカ科に属するイカの一種。
日本各地、主に日本海から東シナ海にかけて漁獲されている。アカイカ・シロイカ・マルイカ等の地方名がある。また、体長が40cm以上の個体は、別名「弁慶イカ」とも呼ばれる。
いわゆるケンサキイカとして指されるゴトウイカ型、ずんぐりむっくりとしてブドウイカ型、特に小型のメヒカリイカ型の3つに分類されるが、遺伝的には同種であり環境による変異であるとされる。
主に大型の春季成熟群、やや小型の夏季成熟群、小型の秋季未成熟群の3つの成熟群が出現し、漁獲される。前述のブドウイカ型は秋季未成熟群として漁獲されるが、この秋季未成熟群の成熟や産卵についてはよくわかっていない。
ケンサキイカが漁獲される地域ではその美味しさから、佐賀県唐津市の「呼子イカ」、山口県萩市の「須佐男命（すさみこと）イカ」などご当地ブランドとして売り出しているところも多く、活け造り、天ぷら、焼売、塩辛、ご当地バーガーなど、バラエティーに富んだ料理が提供される。
また、スルメイカなどと同様のイカ焼きはもちろん、特にスルメの材料として珍重されている。ゴトウイカ型のケンサキイカのスルメは「一番スルメ」と呼ばれ、最も上等のスルメとされる。